# Гендерно-незорієнтовані мови

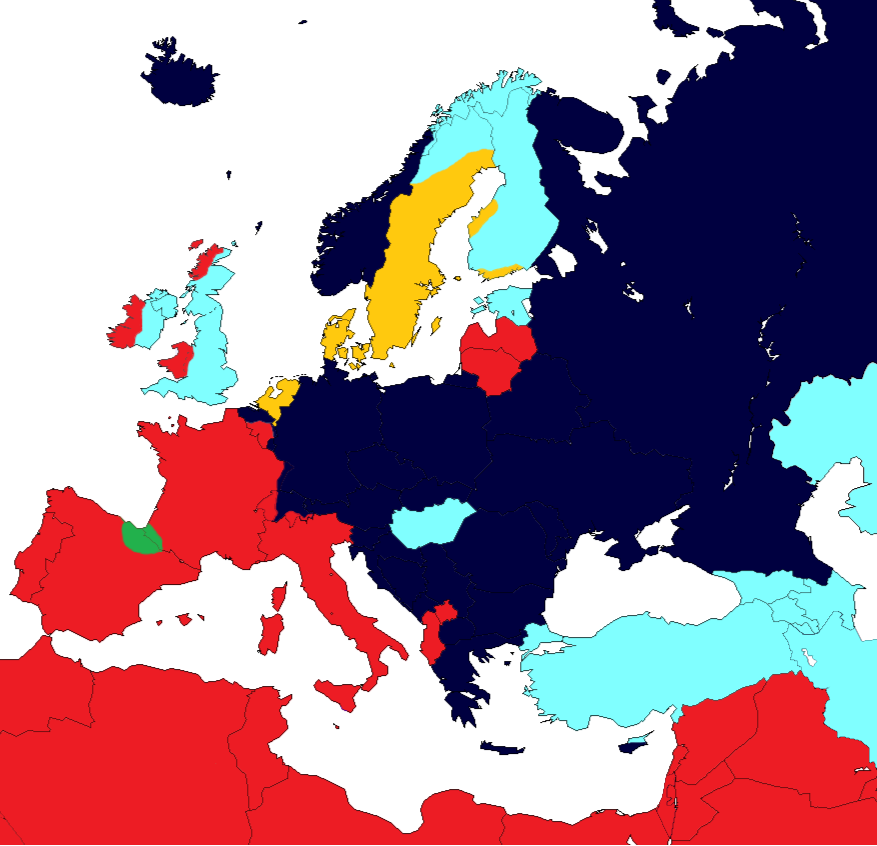
Рід у європейських мовах:
- блакитний — родова система відсутня,
- жовтий — спільний / середній рід,
- зелений — поділ на живе / неживе,
- червоний — чоловічий / жіночой,
- темно-синій — чоловічий / жіночий / середній.

Безродові мови (англ. Genderless languages), або мови без роду чи незорієнтовані за родом — це природні чи штучні мови, в котрих немає розрізнення за граматичним родом — а також категорій, що вимагають морфологічного узгодження між іменниками та пов'язаними з ними займенниками, прикметниками, артиклями чи дієсловами.
Безродова мова не має граматичних родових відмінностей і тому не застосовує категорії як чоловічого, так і жіночого до іменників, артиклів, прикметників, дієслів. Більша частина мов світу є повністю чи частково безродовими, а різноманітність зустрічається в індоєвропейській мовній групі, уральських і кількох азійських мовах.
Мови без роду слід плутати зі стратегією гендерно-нейтральної мови: це навмисне опускання роду, де це можливо, у будь-якій мові (котра може бути як без роду, так і з ним).

## Морфологічний розбір феномена
Незрозуміло, як розвивалися мови з родами. Деякі теорії припускають, що вони виникли через відмінність між живими і неживими об'єктами, як спосіб групування слів, які поділяють якості або поняття. Це, можливо, було там, де чоловічі / жіночі відмінності з'явилися в суспільствах і несли в собі потенціал для закріплення гендерних ролей шляхом присвоєння категорій «жіночого» і «чоловічого» словам, хоча для кожного прикладу існує контр-приклад, який поширює стереотипи. Інші теорії свідчать про те, що розвиток роду в мові був функцією більш довгих і складних структур речень, що дозволяли мовцеві відслідковувати тему.
З точки зору морфології, граматичне розмежування за родом може відбуватися при зіткненні різних мов. Наприклад, грецька мова раніше мала три роди, але втратила цю особливість через вплив турецької, яка не має граматичного розмежування статей. Цей феномен був названий «загальним спрощенням в системі поділу за статевою ознакою в мовах».

## Типологія мов
Детальна класифікація мов за представленістю у них граматичних родів — див. у Рід (мовознавство).
З 256 мов у світі 112 (44 %) мають ознаки розмежування за статтю, а 144 (56 %) роду не мають. З огляду на той факт, що взаємозалежність мов з часом зростає, неможливо виключати можливість їх впливу одна на одну, проте, невідомо, який тип мов опиниться під впливом, а який буде впливати.
Хоча родова асиметрія існує в більшості, якщо не у всіх мовах, вона може бути більш чи менш помітною залежно від структури мови. Можна виділити три типи мов:
|                    | Граматичні мови з родом                                                                            | Природні мови з родом                                                                                                 | Безродові мови |
| ------------------ | -------------------------------------------------------------------------------------------------- | --- | --- |
| Характеристики мов | - кожен іменник має граматичний рід, - родові особисті іменники прагнуть висловити стать референта | - особисті іменники тяжіють до нейтральності за статтю (сусіда); - референційні — виразно родові (він / вона / воно). | - ні особисті іменники, ні займенники не позначають стать; - стать виражається лише через атрибути, такі як «чоловічий / жіночий [вчитель]» або в родовій лексиці («жінка», «батько»). |
| Приклади мов       | українська, німецька, французька, чеська                                                           | англійська, шведська                                                                                                  | фінська, турецька |

Отже, рід та мовна родова асиметрія набагато помітніші в граматичних мовах з родом, ніж у природних мовах з родом або без (Hellinger and Bußmann, 2001).

## Проблеми перекладу
Переклад між мовам з родом та безродовими мовами може викликати низку цікавих питань. Наприклад, в іспанській «el Papa» є християнським релігійним лідером, а «la papa» — смачно смаженими чипсами. Це також причина того, чому китайці, корейці та японці мають складнощі з англійськими займенниками, хоча китайська, зокрема, містить ряд слів, що розділяють системи на концептуальні групи, але не зовсім такі, як іменники з родом, які змінюють асоційовані прикметники в тому ж полі.
В німецькій, залежно від того, в якій частині (порівняно невеликої) діаспори Ви перебуваєте, йогурт (der Joghurt) може бути жіночого роду (die Joghurt) або навіть середнього (das Joghurt).
Яким би не було походження граматичних родів, вони залишаються невід'ємною частиною деяких мов, але відсутні у більшості, і багато людей ніколи не зіткнуться з граматичним родом у своєму житті. Однак для перекладацької спільноти ключове значення має розуміння безродових і родових мов, особливо при перекладі гендерно-нейтральних термінів.

## Рід у мові тагендерна рівність
Існує тенденція, що мови без роду взагалі — де «він» і «вона» представлені одним словом — пов'язані з найбільшою гендерною нерівністю, через те, що люди автоматично класифікують нейтральні за родом вирази як «чоловічі». Мови, в яких іменникам надається чоловічий або жіночий рід, пов'язані з гендерною нерівністю. Проте прямої кореляції між мовою та рівністю не виявлено. Іран, наприклад, є переважно персидськомовною країною, а перська — безродова. Найменше за рівнем рівності статей відзначився Ємен, за ним — Чад і Пакистан. У всіх трьох переважно говорять мовами з родом. Фінляндія (з родом), Ісландія (природна з родом), Норвегія (природна з родом) належать до країн з найвищими показниками рівності жінок.
У мовах, де є рід, чоловічі форми слів частіше використовуються для репрезентації всіх людських істот (включно з жіночими та середніми). Це узгоджується з історичною ієрархією статей, за якої чоловіки мали більшу владу і вищий соціальний статус, ніж жінкам (Ridgeway and Correll, 2004). Широкомасштабний контент-аналіз 800 000 повідомлень новин Reuters, опублікований в 1996-1997, показав, що займенник «він» частіше, ніж «вона» фігурує в новинах, а також з'являвся в більш позитивному контексті (Gustafsson Sendén et al., 2014). Взаємозв'язок мови та гендерної нерівності також було задокументовано в дослідженні співвідношення займенників чоловічої та жіночої статі (він / вона, його / її) у письмових повних текстах близько 1,2 млн книг США (1900—2008, з бази даних Книг Google; Twenge et al., 2012). Виявлений показник відображає статус жінок у США протягом ХХ століття. Коли статус жінок був високим (як свідчить рівень освіти, участь у ринку праці), частка жіночих займенників була вищою; коли статус жінок був низьким, жіночі займенники вживалися рідше.

## Список використаної літератури
- Stephanie Pappas. Gendered Grammar Linked to Global Sexism. — 2012. [Архівовано 15 квітня 2019 у Wayback Machine.]
- Julie Abbou. Gender variations in genderless languages // 2nd Variamu Workshop. — 2014. [Архівовано 15 квітня 2019 у Wayback Machine.]
- Louise O. Vasvári. Gender trouble in a grammatically genderless language: Hungarian рік 2015. [Архівовано 24 лютого 2020 у Wayback Machine.]
- American Psychological Association (2009). Publication Manual of the American Psychological Association: Supplemental Material, 6th Edn. Washington, DC: American Psychological Association.
- American Psychological Association (1975). Guidelines for nonsexist use of language. Am. Psychol.30 p.682–684.
- What are Genderless Languages? (2017). Posted by unknown author on «translations.co.uk» [Архівовано 15 квітня 2019 у Wayback Machine.]